# Aaron Tura
Aaron Racanicchi Tura (São Paulo, 1 de dezembro de 1991) é um colunista de celebridades e jornalista brasileiro. É idealizador e editor-chefe do portal de fofocas TV Foco.
Ao longo de sua carreira foi colunista de programas televisivos como A Tarde é Sua na RedeTV! e Melhor da Tarde com Catia Fonseca na Band. No rádio foi apresentador do programa Chupim, transmitido pela Metropolitana FM. Na internet é apresentador do TV Foco Ao Vivo, transmitido no YouTube e comanda também o site especializado em novelas Aaron Tura TV.

## Biografia
Aaron vem de uma família humilde e cursou o ensino público na região de Pirituba, em São Paulo. Em 2006, aos 15 anos, criou a TV Foco como um hobby, na época em formato de blog pessoal.
A forma que Aaron escolheu para intitular suas publicações, somado à artifícios utilizados para estar mais à vista do leitor, levaram o site a uma audiência relevante em menos de um ano.
Em 2014, já a oito anos à frente do TV Foco, iniciou sua carreira na televisão, atuando como colunista social. Naquele ano participou do Mulheres da TV Gazeta e em setembro ingressou no time de colunistas do programa A Tarde é Sua, apresentado diariamente por Sonia Abrão na RedeTV!, onde permaneceu até o início de 2018. Desligou-se da emissora ao ser contratado pela Band. Nesse intervalo de tempo, mais precisamente em 2016, participou semanalmente do programa Tudo Posso da Rede Família.

Em fevereiro de 2018, migrou definitivamente para a Band, sendo anunciado como membro da equipe do novo programa vespertino da emissora, o Melhor da Tarde, apresentado por Catia Fonseca. Já no final de 2019, Aaron foi desligado da emissora após ser acusado de publicar, no TV Foco, uma fake news sobre o pós-morte do apresentador Gugu Liberato. Após seu desligamento ainda manteve-se no ar até janeiro de 2020 através de programas que já haviam sido gravados. Na ocasião, a demissão de Aaron obteve grande destaque na imprensa nacional. Em sua defesa, em uma entrevista concedida ao jornalista Felipeh Campos em julho de 2020, Aaron comentou que a matéria publicada pelo TV Foco não trazia conteúdo inverídico, e que havia sido referenciada a partir de um vídeo do jornalista Roberto Cabrini e também sustentada por uma informação obtida através de um podcast do jornalista Flávio Ricco.
Com o ocorrido, Aaron afirmou que o conteúdo publicado pelo TV Foco seria suavizado, mesmo assim acabou envolvendo-se em novas polêmicas.
Após o seu desligamento da Band chegou a participar como como comentarista do Super Pop, apresentado por Luciana Gimenez na Rede TV!.
Em 2020, Aaron migrou para o YouTube, onde através do canal da TV Foco, passou a produzir lives diárias, comentando os destaques do mundo das celebridades, assim como fazia na televisão. Em 2021, ingressou como apresentador do programa Chupim, transmitido diariamente pela Rádio Metropolitana FM, mas no mesmo ano deixou o programa para dedicar-se aos seus projetos profissionais.
Após se passarem três anos desde o seu desligamento do Melhor da Tarde, Aaron voltou a televisão no final de 2022 para uma série de participações em programas da RedeTV!. Em outubro voltou a participar como comentarista do Super Pop e em dezembro do A Tarde é Sua, de Sonia Abrão.

## Vida Pessoal
Em 2018, foi eleito pela Rede Guiya como um dos 50 LGBTs mais influentes do Brasil.
Em entrevista concedida ao Tv Pop em março de 2021, revelou inspirar-se em apresentadoras como Sonia Abrão e Luciana Gimenez.